# Мелантеј
Мелантеј је у грчкој митологији био Одисејев слуга. У неким изворима, његово име је Мелантије или Мелант и значи „са црним пупољцима“ или „црнпураст“.

## Митологија
Према Хомеру, његова сестра је била Меланта, слушкиња у Одисејевој кући. И сам је био слуга и водио је рачуна о козама. Пошто је изневерио свог господара, платио је то својим животом, заједно са просиоцима Одисејеве супруге Пенелопе. Мелантеј је најпре извређао Одисеја када је овај стигао кући и чак га и шутнуо у бедро, а касније, када се обрачунавао са просиоцима, покушао је да им дотури оружје које је Одисеј пре тога сакрио. Казнили су га Еумеј и Филетије тако што су му одсекли нос, удове и полне органе и бацили псима.

## Друге личности
Син нимфе Еноне, један од индијских вођа, који је подржао Диониса у конфликту са Посејдоном око Океаниде Бероје.